# Réserve naturelle nationale de la tourbière de Mathon

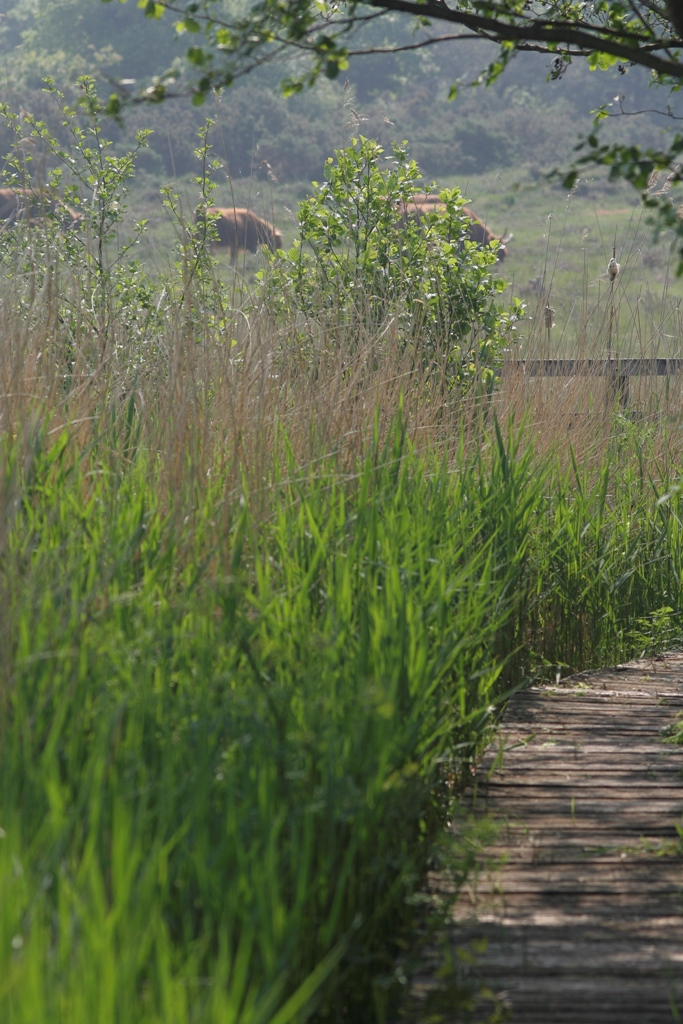
Platelage au cœur du marais.

La réserve naturelle nationale de la tourbière de Mathon (RNN8) est une réserve naturelle nationale de la région Normandie. Créée en 1973, elle s'étend sur 16 ha et protège une tourbière présentant un grand intérêt floristique.

## Localisation

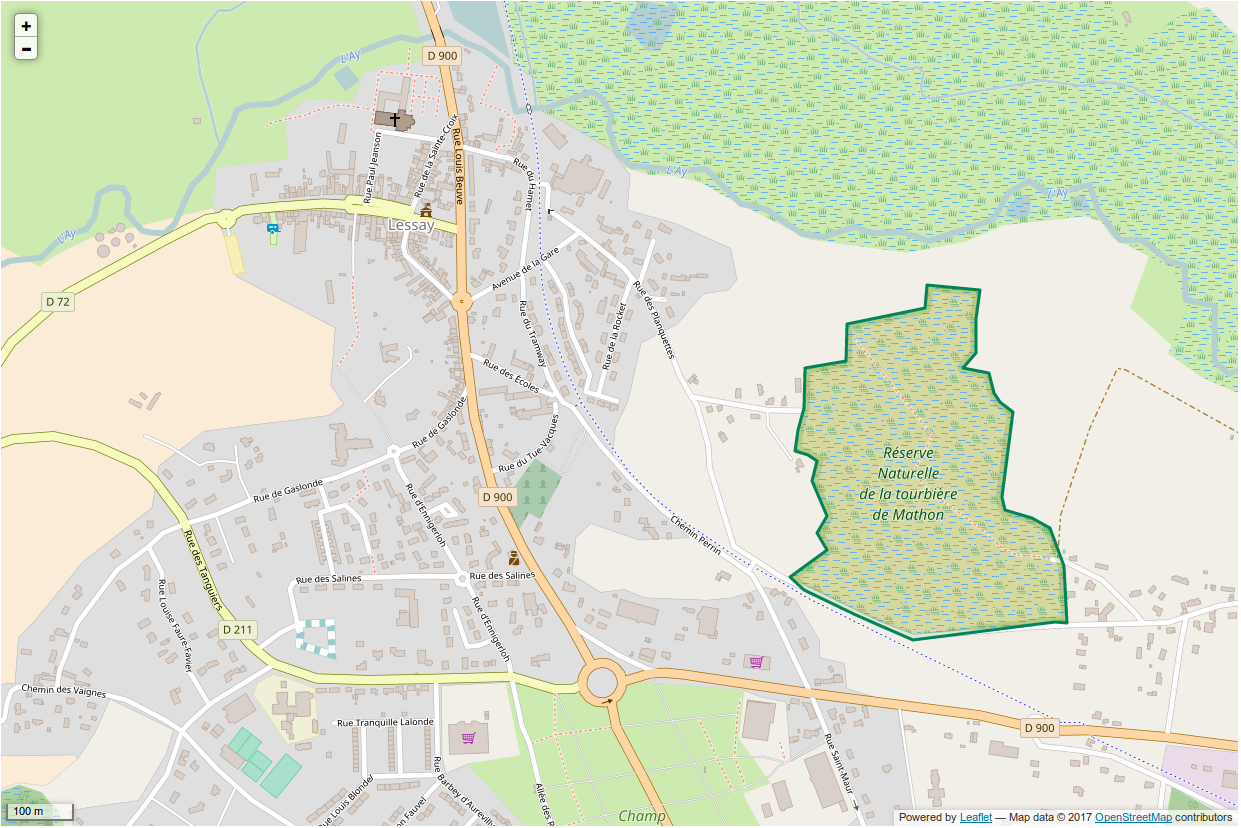
Périmètre de la réserve naturelle.

La tourbière de Mathon se trouve dans la Manche, sur le territoire de la commune de Lessay dans le Cotentin. Le site couvre 16 ha.

## Histoire du site et de la réserve

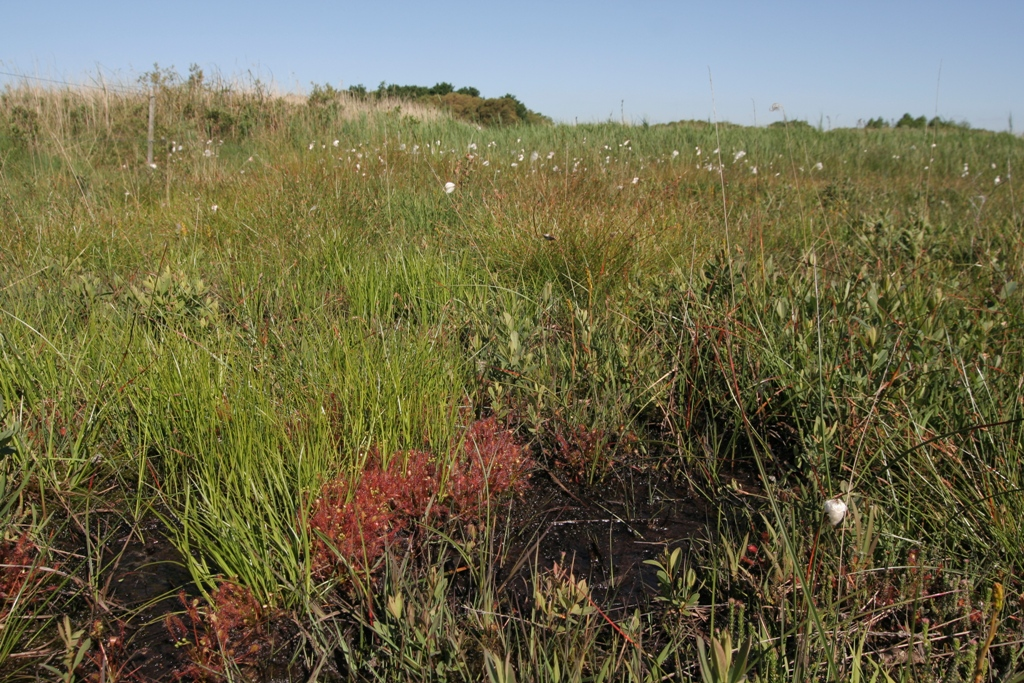
La tourbière acide.

Au début du XXe siècle, le massif des Landes de Lessay couvre encore plus de 4 000 hectares. Ces vastes étendues de terres maigres, incultes, aux paysages désolés engendrent la crainte chez les habitants voisins mais attirent tout autant les naturalistes. Au XIXe siècle, succédant à Charles de Gerville, Louis Corbière les cite d'ailleurs dans deux de ces travaux en 1889 et 1893. 

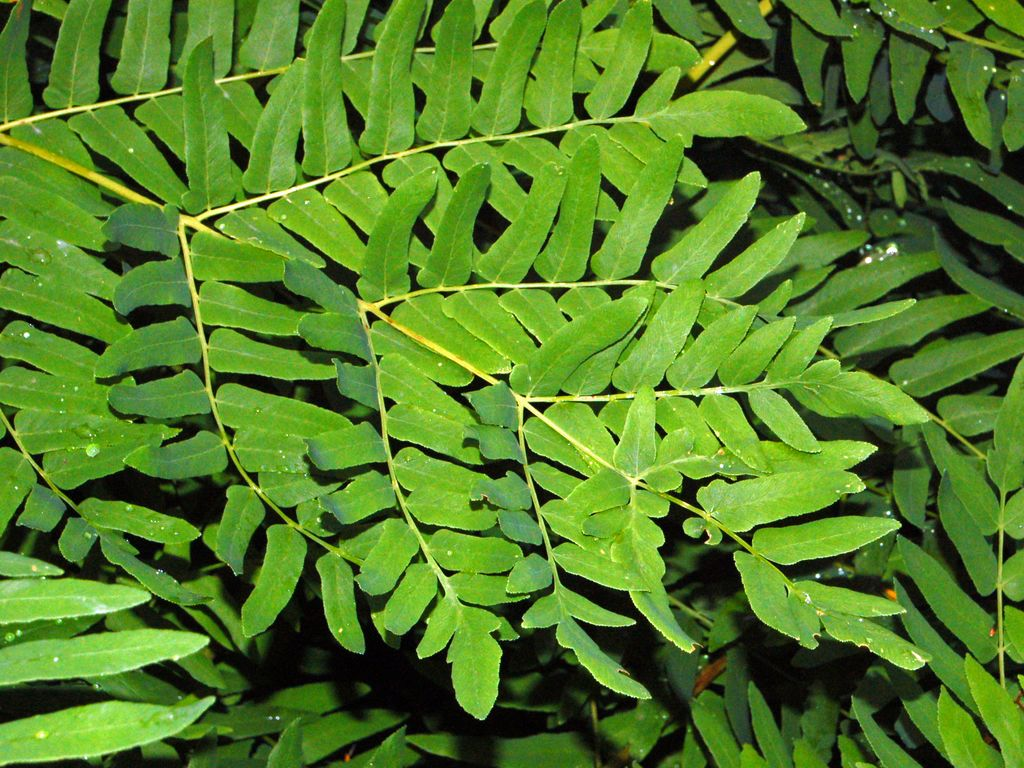
Osmonde royale.

Au début des années 1960, un projet d'installation d'une usine de conserverie pèse sur la tourbière de Mathon. Alerté par les naturalistes et scientifiques locaux, le Muséum national d'histoire naturelle lance la rédaction d'un rapport qui sera présenté en juillet 1964 au Conseil national de la protection de la nature et envoyé à de nombreuses autorités (ministères, administrations régionales et départementales). Avec l'accord du maire de la commune de Lessay, la Commission départementale des sites émet en 1967 un avis favorable pour le classement en réserve naturelle nationale, au titre de l'article 8 bis de la loi du 2 mai 1930.
En 1971, le Ministère chargé de la protection de la nature donne son accord pour l'acquisition des parcelles par l'Etat et le classement du site en réserve naturelle : la procédure d'achat des parcelles, appartenant à 15 propriétaires différents (dont la commune de Lessay) peut commencer. L'arrêté de création de la réserve naturelle paraît au Journal Officiel du 26 septembre 1973 ; près de 10 ans se sont passés depuis le lancement de la procédure de classement.

## Écologie (biodiversité, intérêt écopaysager…)
La réserve naturelle recouvre une petite dépression tourbeuse assurant la transition entre le plateau de grès des Landes de Lessay au sud et le marais de la vallée de l'Ay au nord. Connue depuis fort longtemps pour sa flore typique et variée, la tourbière de Mathon s'intègre dans le vaste ensemble écologique (1 580 ha) des landes et tourbières atlantiques qui caractérisent la région de Lessay.
La richesse floristique est liée à la grande diversité d'habitats présents sur le site : landes sèches à tourbeuses, tourbière acide à sphaignes, bas-marais alcalin, aulnaie-saulaie humide, chênaie, prairies humides riches en orchidées… Cet ensemble dont les différentes entités sont en équilibre les unes par rapport aux autres, est unique en son genre dans la région et donc irremplaçable.

### Flore

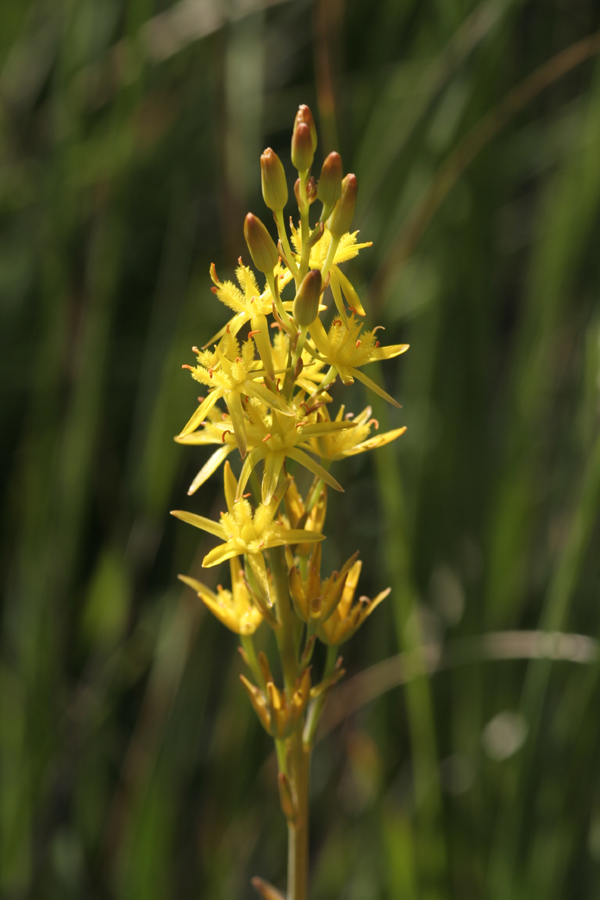
Narthécie des marais.

La flore constitue le point focal de l'intérêt écologique de la réserve. De nombreux botanistes s'y sont aventurés, attirés par l'incroyable richesse floristique concentrée sur un si petit espace. On recense actuellement plus de 320 espèces de phanérogames, ce qui représente une diversité remarquable au regard de la faible superficie du site. Douze espèces bénéficient d'un statut de protection. Il s'agit au niveau national de l'Andromède à feuilles de Polium, de la Grande douve et des Rossolis à feuilles intermédiaires, à feuilles rondes et hybride. Au niveau régional, citons la Laîche arrondie, la Narthécie des marais, la petite Utriculaire, le Piment royal, le Rhynchospore fauve et le Scirpe cespiteux.
On recense par ailleurs 440 taxons de champignons, plus de 80 taxons d'algues d'eau douce, 35 espèces de lichens, environ 100 espèces de bryophytes et hépatiques et 13 espèces de fougères dont l'Osmonde royale.

### Faune

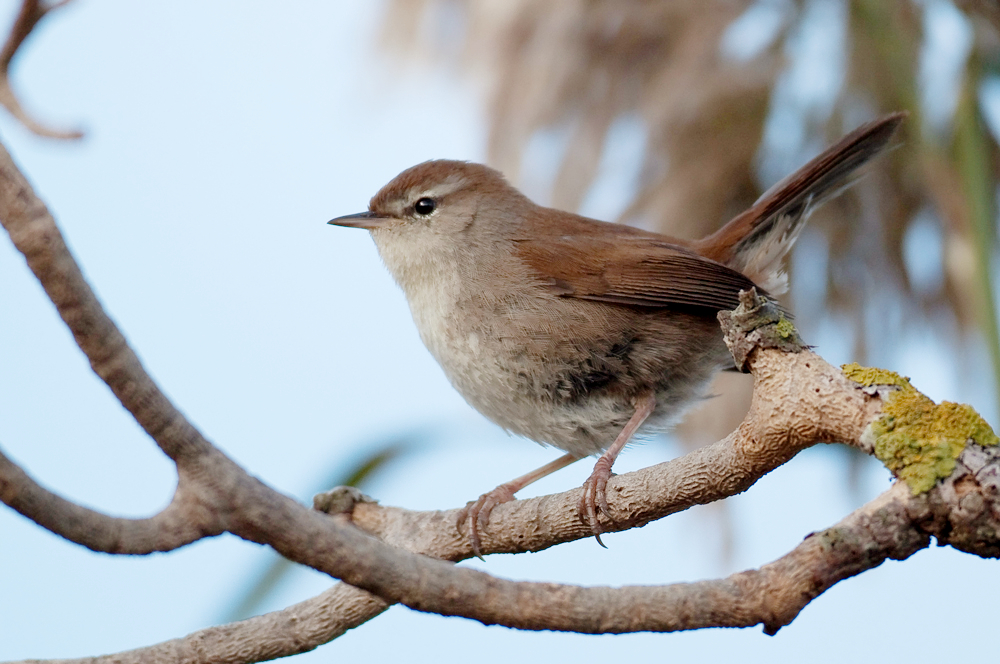
Bouscarle de Cetti.

Ceinturé presque entièrement de routes et d'habitations, le site constitue pour une vingtaine espèces de mammifères un espace de tranquillité et de repos. On y trouve le Chevreuil, le Lapin de garenne et le Lièvre. 
L'inventaire réalisé par le Groupe ornithologique normand en 1991, complété des observations faites chaque année, a permis de dresser une liste d'environ 65 espèces d'oiseaux, dont plusieurs présentant un intérêt patrimonial relativement important. Le bas-marais est notamment fréquenté par le Râle d'eau, la Bouscarle de Cetti, le Bruant des roseaux, la Fauvette grisette, la Locustelle luscinoïde et la Locustelle tachetée, le Phragmite des joncs… La Bécassine des marais et le Busard des roseaux viennent également s'y nourrir. Chaque année, à la fin du printemps, revient d'Afrique l'Engoulevent d'Europe. Cet oiseau au chant crépusculaire typique niche au sol dans les landes à bruyères. Un couple au minimum niche sur la réserve tous les ans.

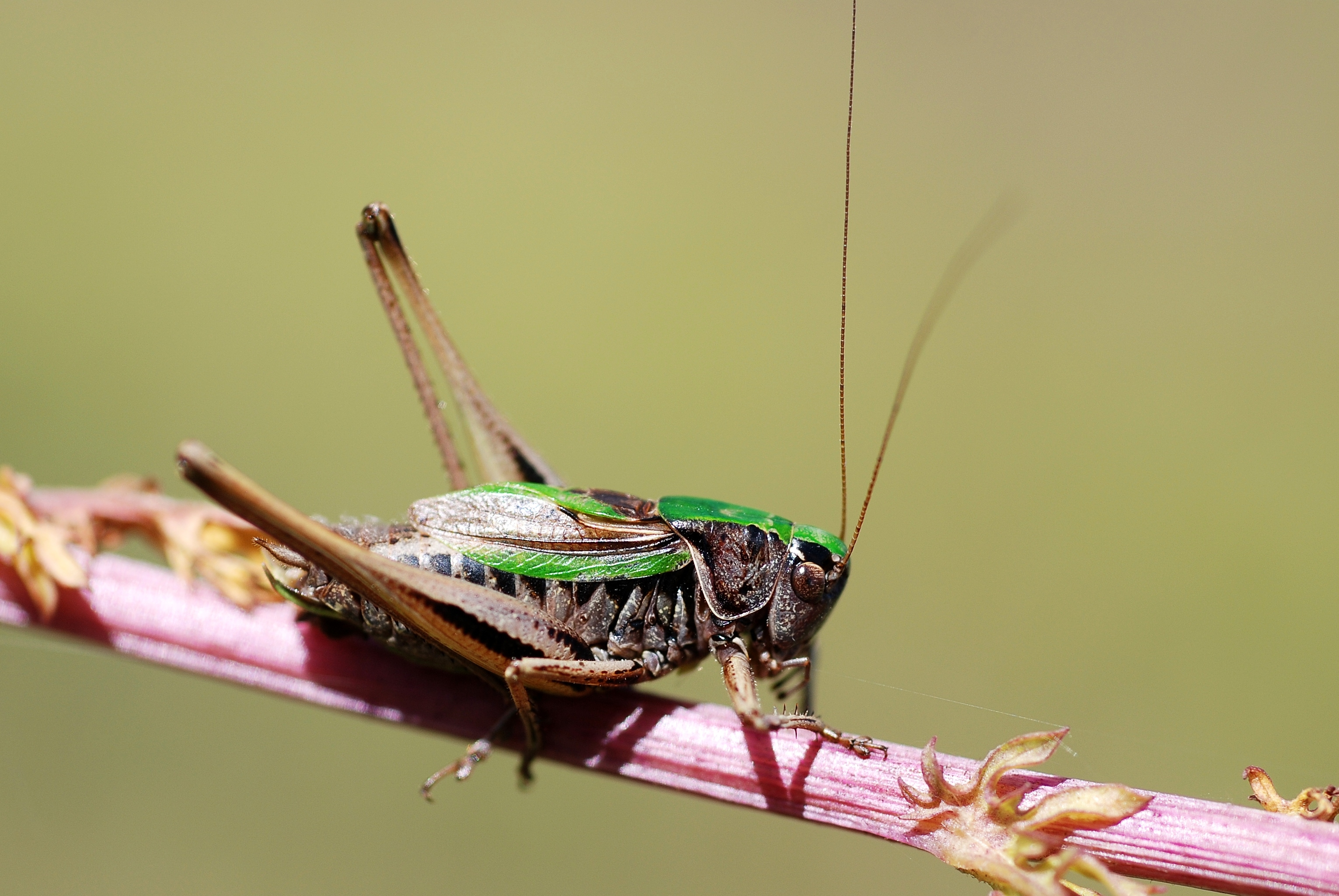
Decticelle des bruyères

Quatre espèces de reptiles vivent au sein de la tourbière de Mathon : le Lézard vivipare, présent sur l'ensemble des landes humides et mésophiles, l'Orvet, la Vipère péliade et la Couleuvre à collier. 
On recense également près de 167 arachnides, près de 300 espèces (diurnes et surtout nocturnes) de Lépidoptères et Microlépidoptères, près de 140 espèces de diptères, 21 espèces d'orthoptères (Criquet des clairières, Conocéphale des roseaux, Decticelle des bruyères…), plus de 350 espèces de coléoptères et 20 espèces d'odonates.

## Intérêt touristique et pédagogique
Le CPIE du Cotentin organise des visites guidées toute l'année (sur demande) et des sorties grand public en période estivale. L'accès au site protégé est strictement réglementé et doit faire l'objet d'une demande auprès du gestionnaire.

## Administration, plan de gestion, règlement
La réserve naturelle est gérée par le CPIE du Cotentin.
La conservatrice est Séverine Stauth. Le 2e plan de gestion, validé en 2002, couvre la période 2003-2008. Le 3e plan de gestion, validé en décembre 2009, couvre une période de 10 ans (2010 – 2019) tout en prévoyant une évaluation intermédiaire en 2014.

### Outils et statut juridique
La réserve naturelle a été créée par un arrêté ministériel du 26 septembre 1973.
Elle fait également partie du site Natura 2000 Havre de St-Germain-sur-Ay - Landes de Lessay.